# サンタ・マリーア・デル・モリーゼ
サンタ・マリーア・デル・モリーゼ（イタリア語: Santa Maria del Molise）は、イタリア共和国モリーゼ州イゼルニア県にある、人口約700人の基礎自治体（コムーネ）。

## 地理

### 位置・広がり

#### 隣接コムーネ
隣接するコムーネは以下の通り。
- カンタルーポ・ネル・サンニオ
- カルピノーネ
- カステルペトローゾ
- カステルピッツート
- マッキアゴーデナ
- ロッカマンドルフィ

## 行政

### 分離集落
サンタ・マリーア・デル・モリーゼには、以下の分離集落（フラツィオーネ）がある。
- Sant'Angelo in Grotte, Cagnacci, Pagliarelle, Pizzillitti